# Alulim
Alulim, roi d'Eridu, est, selon la Liste royale sumérienne, le premier roi antédiluvien de Sumer.

## Sources anciennes
Alulim est le premier roi cité dans la Liste royale sumérienne.
On l'identifie à Adapa, fils d'Enki. Il est le premier de ces rois mythiques qui, au dire des anciennes chronologies sumériennes, auraient régné entre 453 600 et 388 800 années avant notre ère.
La Liste royale sumérienne dit :

« Après que la royauté est descendue du ciel, elle échut à Eridu. À Eridu, Alulim devint roi pour un règne de huit sars (28 800 ans). »

La tablette WB 62 lui attribue un règne de 18 sars et 4 ners (67 000 ans). Berose cite Alulim sous le nom d’Aloros (Ἄλωρος) et lui attribue un règne de 36 000 ans (10 sars).
Suivant cette même tradition, son intronisation est relatée dans la Genèse d'Eridu, ou Récit du Déluge sumérien, qui explique que les dieux l'ont choisi pour lui confier le pastorat des humains.